# Dusona vitriala
Dusona vitriala är en stekelart som beskrevs av Gupta 1977. Dusona vitriala ingår i släktet Dusona och familjen brokparasitsteklar. Inga underarter finns listade i Catalogue of Life.